# يوشيهيتو سوزوكي
يوشيهيتو سوزوكي (باليابانية: 鈴木 善人) (مواليد 11 يوليو 1980)، هو لاعب كرة قدم سابق كان يلعب كحارس مرمى.